# Sindaci di Vasto
Di seguito l'elenco cronologico dei sindaci di Vasto e delle altre figure apicali equivalenti che si sono succedute nel corso della storia.

## Regno di Sicilia (1289)
| Malgerio di Guglielmo | 1289 | 1289 |

## Regno di Napoli (1385-1816)
| Buzio di Alvappario                                          | 1385 | 1385 |
| omissis                                                      |      |      |
| Filippo Celiortino                                           | 1417 | 1417 |
| Angelo di Pietro                                             | 1418 | 1418 |
| omissis                                                      |      |      |
| Cola Sottile                                                 | 1465 | 1465 |
| Francesco Bacchetta                                          | 1465 | 1466 |
| Francesco di Cola                                            | 1467 | 1467 |
| Antonello di Pietro Giovanduccio di Cola                     | 1467 | 1468 |
| omissis                                                      |      |      |
| Francesco di Coja                                            | 1505 | 1505 |
| omissis                                                      |      |      |
| Eleuterio Crisci                                             | 1528 | 1528 |
| Dario d'Antonello                                            | 1529 | 1529 |
| omissis                                                      |      |      |
| Dionisio De Litiis                                           | 1548 | 1548 |
| omissis                                                      |      |      |
| Angelo Demmo                                                 | 1555 | 1555 |
| omissis                                                      |      |      |
| Cola Ricci                                                   | 1559 | 1559 |
| omissis                                                      |      |      |
| Giuseppe Antonio Canaccio                                    | 1561 | 1561 |
| omissis                                                      |      |      |
| Alfonso Santi                                                | 1565 | 1565 |
| omissis                                                      |      |      |
| Giuseppe Antonio Canaccio                                    | 1567 | 1567 |
| Pompilio Scalzo                                              | 1568 | 1568 |
| Onofrio Monaco                                               | 1569 | 1569 |
| Nicolò Ricci                                                 | 1570 | 1570 |
| Giovan Carlo Galizio                                         | 1571 | 1571 |
| Berardino Sottile                                            | 1572 | 1572 |
| omissis                                                      |      |      |
| Ascanio Moschetti Annibale Santi                             | 1585 | 1585 |
| omissis                                                      |      |      |
| Alfonso Sottile                                              | 1587 | 1587 |
| Giovanni Antonio del Popolo                                  | 1588 | 1588 |
| Nicolò Ricci                                                 | 1588 | 1589 |
| Fabio Santi                                                  | 1589 | 1589 |
| Annibale Santi                                               | 1590 | 1590 |
| omissis                                                      |      |      |
| Giovan Berardino Santi                                       | 1592 | 1592 |
| omissis                                                      |      |      |
| Francesco Sottile                                            | 1595 | 1595 |
| Giovan Battista Canaccio                                     | 1596 | 1596 |
| Giovan Carlo Bassano                                         | 1597 | 1597 |
| Alfonso Coccione                                             | 1598 | 1598 |
| omissis                                                      |      |      |
| Annibale Ricci Giovan Francesco Sottile                      | 1600 | 1600 |
| omissis                                                      |      |      |
| Antonello De Litiis                                          | 1602 | 1602 |
| Giulio Cesare Crisci                                         | 1603 | 1603 |
| Giovan Battista Ricci                                        | 1604 | 1604 |
| Annibale Ricci Annibale di Attanzio Ferdinando Antonio Santi | 1605 | 1605 |
| omissis                                                      |      |      |
| Giovan Antonio del Popolo                                    | 1607 | 1607 |
| omissis                                                      |      |      |
| Giovan Francesco Coccione                                    | 1609 | 1609 |
| omissis                                                      |      |      |
| Annibale Giuliani                                            | 1611 | 1611 |
| Giovan Battista Ricci                                        | 1612 | 1612 |
| Giovan Francesco De Rubeis                                   | 1613 | 1613 |
| Alfonso Santi                                                | 1614 | 1614 |
| Marco Aurelio Panza Marzio Coccione                          | 1615 | 1615 |
| omissis                                                      |      |      |
| Donato Antonio Giuliani                                      | 1617 | 1617 |
| Giovan Angelo Canaccio                                       | 1618 | 1618 |
| Giovan Maria Crisci                                          | 1619 | 1619 |
| Giovan Battista Crisci Giovan Battista Griggis               | 1620 | 1620 |
| Giovan Battista Petrilli Giacomo Griggis                     | 1621 | 1621 |
| Giuseppe Antonio Canaccio                                    | 1622 | 1622 |
| omissis                                                      |      |      |
| Alfonso Santi                                                | 1627 | 1627 |
| omissis                                                      |      |      |
| Giovan Battista Griggis                                      | 1629 | 1629 |
| Giovan Berardino Griggis                                     | 1630 | 1630 |
| Giovan Carlo Bassano                                         | 1631 | 1631 |
| Ferdinando Piccirilli                                        | 1632 | 1632 |
| Giacomo Galizio                                              | 1633 | 1633 |
| omissis                                                      |      |      |
| Prospero Bassano                                             | 1635 | 1635 |
| Mascio di Attanzio                                           | 1636 | 1637 |
| Carlo Bassano                                                | 1637 | 1638 |
| Jacopo Zeno                                                  | 1639 | 1639 |
| Giovanni Coccione                                            | 1640 | 1640 |
| Colantonio Ricci                                             | 1641 | 1641 |
| omissis                                                      |      |      |
| Mascio di Attanzio                                           | 1645 | 1645 |
| omissis                                                      |      |      |
| Colantonio Ricci                                             | 1647 | 1647 |
| omissis                                                      |      |      |
| Giovan Antonio Ricci                                         | 1650 | 1650 |
| omissis                                                      |      |      |
| Antonio Petrilli                                             | 1652 | 1652 |
| Ermenegildo di Lazzaro                                       | 1653 | 1653 |
| Alessandro Magnacervo                                        | 1654 | 1654 |
| Marco Antonio di Attanzio                                    | 1655 | 1655 |
| omissis                                                      |      |      |
| Annibale Giosia                                              | 1658 | 1658 |
| omissis                                                      |      |      |
| Domenico Invitti                                             | 1663 | 1663 |
| Ermenegildo di Lazzaro                                       | 1664 | 1664 |
| Giuseppe Tozzi                                               | 1664 | 1665 |
| Nicolò Genova                                                | 1665 | 1666 |
| omissis                                                      |      |      |
| Giuseppe Rossi                                               | 1669 | 1669 |
| Francesco Santi                                              | 1670 | 1670 |
| Cinzio Caprioli                                              | 1671 | 1671 |
| Ermenegildo di Lazzaro                                       | 1671 | 1672 |
| Giuseppe Figliozzi                                           | 1672 | 1672 |
| omissis                                                      |      |      |
| Giovan Francesco Ricci                                       | 1674 | 1674 |
| omissis                                                      |      |      |
| Ermenegildo di Lazzaro                                       | 1676 | 1677 |
| Domenico di Attanzio                                         | 1677 | 1677 |
| Francesco Santi                                              | 1678 | 1678 |
| Giulio Rossi                                                 | 1679 | 1679 |
| Alfonso Spataro                                              | 1680 | 1680 |
| Francesco Pampani                                            | 1681 | 1681 |
| Scipione De Benedictis                                       | 1681 | 1682 |
| omissis                                                      |      |      |
| Domenico Pampani                                             | 1692 | 1692 |
| Carlo Ricci                                                  | 1693 | 1693 |
| omissis                                                      |      |      |
| Carlo Sottile                                                | 1701 | 1701 |
| Giuseppe Crisci                                              | 1702 | 1703 |
| omissis                                                      |      |      |
| Nicolò Muzii                                                 | 1705 | 1705 |
| Giacinto De Rubeis                                           | 1706 | 1706 |
| Nicola Spataro                                               | 1707 | 1708 |
| Pietro Ruzzi                                                 | 1709 | 1709 |
| omissis                                                      |      |      |
| Nicola Giordano                                              | 1711 | 1711 |
| Arcangelo Nirico                                             | 1712 | 1712 |
| omissis                                                      |      |      |
| Francesco De Benedictis                                      | 1714 | 1714 |
| omissis                                                      |      |      |
| Giulio Anelli                                                | 1723 | 1727 |
| omissis                                                      |      |      |
| Diego Cardone                                                | 1729 | 1729 |
| omissis                                                      |      |      |
| Giacomo Griggis                                              | 1736 | 1736 |
| omissis                                                      |      |      |
| Domenico Invitti                                             | 1738 | 1738 |
| Gioacchino Crisci                                            | 1739 | 1739 |
| Diego Cardone                                                | 1740 | 1740 |
| Dionisio Piccirilli                                          | 1741 | 1741 |
| omissis                                                      |      |      |
| Carlo de Nardis                                              | 1743 | 1743 |
| Giovanni Leonardo Preta                                      | 1744 | 1744 |
| Bartolomeo Giacomucci                                        | 1744 | 1745 |
| Domenico De Rubeis                                           | 1746 | 1746 |
| omissis                                                      |      |      |
| Giuseppe Tiberi                                              | 1756 | 1756 |
| omissis                                                      |      |      |
| Ferdinando Bucci                                             | 1760 | 1760 |
| omissis                                                      |      |      |
| Matteo Genova                                                | 1763 | 1763 |
| Ferdinando Bucci                                             | 1764 | 1764 |
| Vincenzo Cardone                                             | 1765 | 1765 |
| omissis                                                      |      |      |
| Gioacchino Crisci                                            | 1769 | 1769 |
| omissis                                                      |      |      |
| Romualdo Caprioli                                            | 1775 | 1775 |
| omissis                                                      |      |      |
| Raffaele Maria Caprioli                                      | 1777 | 1779 |
| omissis                                                      |      |      |
| Gaetano Celano                                               | 1786 | 1786 |
| Cesare Ricci                                                 | 1787 | 1787 |
| Pietro Lancetti                                              | 1788 | 1788 |
| Giuseppe Tambelli                                            | 1789 | 1790 |
| Felice Cascioli                                              | 1791 | 1791 |
| Leopoldo Cieri                                               | 1791 | 1791 |
| Romualdo Celano                                              | 1792 | 1793 |
| Giovanni Cardone                                             | 1794 | 1794 |
| Benedetto Maria Betti                                        | 1795 | 1795 |
| Leopoldo Cieri                                               | 1796 | 1796 |
| Domenico De Luca                                             | 1796 | 1796 |
| Leopoldo Cieri                                               | 1797 | 1797 |
| Pietro Lancetti                                              | 1798 | 1798 |
| Paolo Codagnone (Presidente della Municipalità)              | 1799 | 1799 |
| Venceslao Mayo (Presidente della Municipalità)               | 1799 | 1799 |
| Cesare Ricci                                                 | 1800 | 1800 |
| Domenico De Luca                                             | 1800 | 1801 |
| Berardino Genova                                             | 1802 | 1803 |
| Liborio De Benedictis                                        | 1803 | 1803 |
| Vincenzo Cardone                                             | 1804 | 1805 |
| Aniceto Celano                                               | 1805 | 1806 |
| Gennaro Muzii                                                | 1806 | 1807 |
| Domenico Spataro                                             | 1807 | 1808 |
| Francescantonio Marchesani                                   | 1808 | 1808 |
| Raffaele Barbarotta                                          | 1808 | 1809 |
| Michelangelo Del Greco                                       | 1809 | 1810 |
| Nicola Maria Cieri                                           | 1810 | 1811 |
| Massimino Barbarotta                                         | 1811 | 1813 |
| Pietro Muzii                                                 | 1814 | 1816 |

## Regno delle Due Sicilie (1816-1861)
| Antonio Ricci             | 1816 | 1817 |
| Domenico Laccetti         | 1817 | 1818 |
| Aniceto Celano            | 1819 | 1819 |
| Quirino Mayo Luigi Betti  | 1820 | 1820 |
| Domenico Spataro          | 1821 | 1821 |
| Domenico Piccinini        | 1822 | 1822 |
| Gaetano De Benedictis     | 1823 | 1824 |
| Nicola Laccetti           | 1825 | 1825 |
| Pietro Muzii              | 1826 | 1827 |
| Gennaro Muzii             | 1827 | 1827 |
| Giuseppe Genova           | 1828 | 1829 |
| Pasquale Calabrese        | 1829 | 1831 |
| Luigi Pantini             | 1832 | 1836 |
| Giuseppe Antonio Rulli    | 1837 | 1838 |
| Luigi Cardone             | 1839 | 1841 |
| Pietro Muzii              | 1841 | 1842 |
| Tommaso Girelli           | 1843 | 1845 |
| Francesco Filoteo Spataro | 1846 | 1848 |
| Pietro Muzii              | 1849 | 1851 |
| Giuseppe Celano           | 1851 | 1851 |
| Antonino Celano           | 1852 | 1854 |
| Giuseppe Celano           | 1855 | 1855 |
| Vitaliano Codagnone       | 1855 | 1860 |
| Filoteo D'Ippolito        | 1860 | 1861 |

## Regno d'Italia (1861-1946)
| Sindaci nominati dal governo (1861-1889)                   | Sindaci nominati dal governo (1861-1889) | Sindaci nominati dal governo (1861-1889)                    | Sindaci nominati dal governo (1861-1889) | Sindaci nominati dal governo (1861-1889) |
| Nominativo                                                 | Partito                                  | Partito                                                     | Mandato                                  | Mandato                                  |
| Nominativo                                                 | Partito                                  | Partito                                                     | Inizio                                   | Fine                                     |
| ---------------------------------------------------------- | ---------------------------------------- | ----------------------------------------------------------- | ---------------------------------------- | ---------------------------------------- |
| Filoteo D'Ippolito                                         |                                          | Destra storica                                              | 1861                                     | 1862                                     |
| Filoteo Palmieri                                           |                                          | Destra storica                                              | 1862                                     | 1864                                     |
| Filoteo D'Ippolito                                         |                                          | Destra storica                                              | 1864                                     | 1867                                     |
| Francesco Filoteo Spataro                                  |                                          | Destra storica                                              | 1867                                     | 1868                                     |
| Silvio Ciccarone                                           |                                          | Destra storica                                              | 1868                                     | 1876                                     |
| Carlo Nasci                                                |                                          | Destra storica                                              | 1876                                     | 1876                                     |
| Michele Bonetti (Commissario prefettizio)                  | –                                        | –                                                           | 1877                                     | 1878                                     |
| Francesco Ponza                                            |                                          | Sinistra storica                                            | 1878                                     | 1889                                     |
| Sindaci nominati dal Consiglio comunale (1889-1926)        |                                          |                                                             |                                          |                                          |
| Nominativo                                                 | Partito                                  | Partito                                                     | Mandato                                  | Mandato                                  |
| Nominativo                                                 | Partito                                  | Partito                                                     | Inizio                                   | Fine                                     |
| Francesco Ponza                                            |                                          | Sinistra storica                                            | 1889                                     | 1896                                     |
| Luigi D'Aloisio                                            |                                          | Destra storica                                              | 1897                                     | 1897                                     |
| Luigi Nasci (Commissario prefettizio)                      | –                                        | –                                                           | 1897                                     | 1897                                     |
| Giuseppe Rottondo (Commissario prefettizio)                | –                                        | –                                                           | 1897                                     | 1897                                     |
| Luigi Nasci                                                |                                          | Destra storica (1897-1913) poi Partito Liberale (1913-1919) | 1897                                     | 1919                                     |
| Gelsomino Zaccagnini                                       |                                          | Partito Liberale                                            | 1919                                     | 1919                                     |
| Ambrogio De Paola (Commissario prefettizio)                | –                                        | –                                                           | 1919                                     | 1919                                     |
| Francesco Pisarri (Commissario prefettizio)                | –                                        | –                                                           | 1920                                     | 1920                                     |
| Filoteo Palmieri                                           |                                          | Partito Popolare Italiano                                   | 1920                                     | 1921                                     |
| Amos Cremona (Commissario prefettizio)                     | –                                        | –                                                           | 1921                                     | 1921                                     |
| Demetrio De Stefano (Commissario prefettizio)              | –                                        | –                                                           | 1921                                     | 1921                                     |
| Florindo Ritucci Chinni                                    |                                          | Partito Popolare Italiano                                   | 1921                                     | 1923                                     |
| Cesare Perdisa (Commissario prefettizio)                   | –                                        | –                                                           | 1923                                     | 1924                                     |
| Pietro Suriani                                             |                                          | Partito Nazionale Fascista                                  | 1924                                     | 1926                                     |
| Podestà nominati dal governo (1926-1943)                   |                                          |                                                             |                                          |                                          |
| Nominativo                                                 | Partito                                  | Partito                                                     | Mandato                                  | Mandato                                  |
| Nominativo                                                 | Partito                                  | Partito                                                     | Inizio                                   | Fine                                     |
| Pietro Suriani                                             |                                          | Partito Nazionale Fascista                                  | 1926                                     | 1933                                     |
| Luigi Gardini (Commissario prefettizio)                    | –                                        | –                                                           | 1933                                     | 1933                                     |
| Giovanni De Luca (Commissario prefettizio)                 | –                                        | –                                                           | 1934                                     | 1934                                     |
| Gaetano Del Greco                                          |                                          | Partito Nazionale Fascista                                  | 1934                                     | 1935                                     |
| Oreste Romano (Commissario prefettizio)                    | –                                        | –                                                           | 1935                                     | 1936                                     |
| Erminio Scardapane (Commissario prefettizio)               | –                                        | –                                                           | 1936                                     | 1936                                     |
| Giuseppe Dosi (Commissario prefettizio)                    | –                                        | –                                                           | 1936                                     | 1936                                     |
| Erminio Scardapane                                         |                                          | Partito Nazionale Fascista                                  | 1937                                     | 1940                                     |
| Francesco De Filippo (Commissario prefettizio)             | –                                        | –                                                           | 1940                                     | 1940                                     |
| Francescopaolo Giovine (Commissario prefettizio)           | –                                        | –                                                           | 1940                                     | 1940                                     |
| Francescopaolo Giovine                                     |                                          | Partito Nazionale Fascista                                  | 1941                                     | 1941                                     |
| Leopoldo Capriglione (Commissario prefettizio)             | –                                        | –                                                           | 1942                                     | 1942                                     |
| Silvio Ciccarone (Commissario prefettizio)                 | –                                        | –                                                           | 1942                                     | 1942                                     |
| Silvio Ciccarone                                           |                                          | Partito Nazionale Fascista                                  | 1942                                     | 1943                                     |
| Michele D'Adamo (Commissario prefettizio)                  | –                                        | –                                                           | 1943                                     | 1943                                     |
| Silvio Ciccarone                                           |                                          | Partito Nazionale Fascista                                  | 1943                                     | 1943                                     |
| Sindaci del periodo costituzionale transitorio (1943-1946) |                                          |                                                             |                                          |                                          |
| Nominativo                                                 | Partito                                  | Partito                                                     | Mandato                                  | Mandato                                  |
| Nominativo                                                 | Partito                                  | Partito                                                     | Inizio                                   | Fine                                     |
| Emilio Zara                                                |                                          | Democrazia Cristiana                                        | 1943                                     | 1944                                     |
| Giuseppe Nasci                                             |                                          | Democrazia Cristiana                                        | 1944                                     | 1945                                     |
| Mario Sacchetti (Commissario prefettizio)                  | –                                        | –                                                           | 1945                                     | 1946                                     |

## Repubblica Italiana (dal 1946)
| Sindaci eletti dal Consiglio comunale (1946-1993)    | Sindaci eletti dal Consiglio comunale (1946-1993) | Sindaci eletti dal Consiglio comunale (1946-1993) | Sindaci eletti dal Consiglio comunale (1946-1993) | Sindaci eletti dal Consiglio comunale (1946-1993) | Sindaci eletti dal Consiglio comunale (1946-1993) | Sindaci eletti dal Consiglio comunale (1946-1993) | Sindaci eletti dal Consiglio comunale (1946-1993) |
| Nominativo                                           | Partito                                           | Partito                                           | Giunta                                            | Giunta                                            | Mandato                                           | Mandato                                           | Elezione                                          |
| Nominativo                                           | Partito                                           | Partito                                           | Giunta                                            | Giunta                                            | Inizio                                            | Fine                                              | Elezione                                          |
| ---------------------------------------------------- | ------------------------------------------------- | ------------------------------------------------- | ------------------------------------------------- | ------------------------------------------------- | ------------------------------------------------- | ------------------------------------------------- | ------------------------------------------------- |
| Florindo Ritucci Chinni                              |                                                   | Democrazia Cristiana                              |                                                   | DC                                                | 1946                                              | 1951                                              | Elezione 1946                                     |
| Florindo Ritucci Chinni                              |                                                   | Democrazia Cristiana                              | DC                                                | 1951                                              | 1955                                              | Elezione 1951                                     |                                                   |
| Olindo Rocchio (Prosindaco facente funzioni)         |                                                   | Democrazia Cristiana                              | DC                                                | 1955                                              | 1956                                              | Elezione 1951                                     |                                                   |
| Idiano Andreini                                      |                                                   | Democrazia Cristiana                              |                                                   | DC                                                | 1956                                              | 1958                                              | Elezione 1956                                     |
| Adolfo Pacilli (Commissario prefettizio)             | –                                                 | –                                                 | –                                                 | –                                                 | 1958                                              | 1959                                              | –                                                 |
| Idiano Andreini                                      |                                                   | Democrazia Cristiana                              |                                                   | DC                                                | 1959                                              | 1962                                              | Elezione 1956                                     |
| Silvio Ciccarone                                     |                                                   | Indipendente                                      |                                                   | DC                                                | 1962                                              | 1967                                              | Elezione 1962                                     |
| Onofrio Galletti (Commissario prefettizio)           | –                                                 | –                                                 | –                                                 | –                                                 | 1967                                              | 1967                                              | –                                                 |
| Silvio Ciccarone                                     |                                                   | Partito Comunista Italiano                        |                                                   | PCI-L. civiche                                    | 1967                                              | 1973                                              | Elezione 1967                                     |
| Nicola Notaro                                        |                                                   | Democrazia Cristiana                              |                                                   | DC                                                | 1973                                              | 1979                                              | Elezione 1973                                     |
| Antonio Prospero                                     |                                                   | Democrazia Cristiana                              |                                                   | DC                                                | 1979                                              | 1984                                              | Elezione 1979                                     |
| Antonio Prospero                                     |                                                   | Democrazia Cristiana                              | DC                                                | 1984                                              | 30 luglio 1988                                    | Elezione 1984                                     |                                                   |
| Antonio Prospero                                     |                                                   | Democrazia Cristiana                              | DC                                                | 30 luglio 1988                                    | 7 giugno 1993                                     | Elezione 1988                                     |                                                   |
| Sindaci eletti direttamente dai cittadini (dal 1993) |                                                   |                                                   |                                                   |                                                   |                                                   |                                                   |                                                   |
| Nominativo                                           | Partito                                           | Partito                                           | Coalizione                                        | Coalizione                                        | Mandato                                           | Mandato                                           | Elezione                                          |
| Nominativo                                           | Partito                                           | Partito                                           | Coalizione                                        | Coalizione                                        | Inizio                                            | Fine                                              | Elezione                                          |
| Giuseppe Tagliente                                   |                                                   | Movimento Sociale Italiano - Destra Nazionale     |                                                   | MSI-DN                                            | 7 giugno 1993                                     | 15 novembre 1993                                  | Elezione 1993                                     |
| Eligio Cammarota (Commissario prefettizio)           | –                                                 | –                                                 | –                                                 | –                                                 | 15 novembre 1993                                  | 21 novembre 1994                                  | –                                                 |
| Giuseppe Tagliente                                   |                                                   | Alleanza Nazionale                                |                                                   | AN-FI                                             | 21 novembre 1994                                  | 30 novembre 1998                                  | Elezione 1994                                     |
| Giuseppe Tagliente                                   |                                                   | Alleanza Nazionale                                | FI-CCD-L. civiche                                 | 30 novembre 1998                                  | 28 maggio 2000                                    | Elezione 1998                                     |                                                   |
| Giovanni Bolognese (Vicesindaco facente funzioni)    |                                                   | Centro Cristiano Democratico                      | Centro Cristiano Democratico                      | 28 maggio 2000                                    | 14 maggio 2001                                    | Elezione 1998                                     |                                                   |
| Filippo Pietrocola                                   |                                                   | Forza Italia                                      |                                                   | FI-CCD-AN-PDC                                     | 14 maggio 2001                                    | 13 giugno 2006                                    | Elezione 2001                                     |
| Luciano Antonio Lapenna                              |                                                   | Democrazia è Libertà - La Margherita (2006-2007)  |                                                   | DL-DS-PRC-IdV-RnP                                 | 13 giugno 2006                                    | 1º giugno 2011                                    | Elezione 2006                                     |
| Luciano Antonio Lapenna                              | Partito Democratico (2007-2016)                   |                                                   |                                                   | DL-DS-PRC-IdV-RnP                                 | 13 giugno 2006                                    | 1º giugno 2011                                    | Elezione 2006                                     |
| Luciano Antonio Lapenna                              |                                                   | PD-IdV-SEL-PRC-PdCI-L. civiche                    | 1º giugno 2011                                    | 20 giugno 2016                                    | Elezione 2011                                     |                                                   |                                                   |
| Francesco Menna                                      |                                                   | Partito Democratico                               |                                                   | PD-L. civiche                                     | 20 giugno 2016                                    | 19 ottobre 2021                                   | Elezione 2016                                     |
| Francesco Menna                                      |                                                   | Partito Democratico                               | PD-L. civiche                                     | 19 ottobre 2021                                   | in carica                                         | Elezione 2021                                     |                                                   |